# Hefshuizen
Hefshuizen – gmina w Holandii, w prowincji Groningen, istniejąca w latach 1979–1992.

## Historia
Gmina Hefshuizen powstała w 1979 roku z połączenia gmin Uithuizen i Uithuizermeeden. W 1990 roku do gminy przyłączono Kantens, Usquert i Warffum. W 1992 roku Hefshuizen przekształcono w gminę Eemsmond.